# キング・ザ・ランド
『キング・ザ・ランド』（朝: 킹더랜드）は、2023年6月17日から8月6日までJTBCで放送された大韓民国のテレビドラマである。高級ホテルを舞台に後継者競争に巻き込まれた御曹司と笑顔を絶やさないホテルウーマンの恋物語を描く。

## あらすじ
短大卒だったチョン・サラン（ユナ）は持ち前の笑顔を武器に、難関だったキングホテルの試験に合格。しかし、上司や先輩からは短大出身を理由に毛嫌いされる一日を過ごすばかりだった。一方の英国留学帰りの御曹司ク・ウォン（ジュノ）は、英国にいる間に受け取った手紙で母親のことを知るために韓国に帰国。サランはホテルのジムでウォンと最悪の出会いを果たすことになる。

## キャスト

### 主要人物
ク・ウォン - ジュノ（2PM）
キンググループ御曹司。英国留学帰りから程なくして、キングホテル本部長に就任する。笑顔が苦手。サランとは不仲だったが、後に惹かれ合う。
チョン・サラン - ユナ（少女時代）
キングホテル従業員。心優しい性格で、7年間連続の優秀ホテリアに選ばれた。ウォンと最悪の出会いを果たしたが、後に惹かれる。笑顔で顧客を出迎える。
オ・ピョンファ - コ・ウォニ
キング・エアーの客室乗務員。サランの親友。
カン・ダウル - キム・ガウン
キンググループ系列の免税店「アルランガ」のチーム長。サランの親友。
ノ・サンシク - アン・セハ
ウォンの秘書。インターン生活でウォンと親しくなり、英国留学まで同行。
イ・ロウン - キム・ジェウォン
キング・エアーの客室乗務員。後に先輩のピョンファに好意を抱く。

### ウォンの家族
ク・イルン - ソン・ビョンホ
キンググループ会長。ウォンとファランの父。
ク・ファラン - キム・ソニョン
キンググループ常務。ウォンの異母姉。グループの後釜を巡って、ウォンと対立。

### その他
チャ・スンヒ - キム・ヨンオク
サランの祖母で唯一の肉親。クッパ店経営。
キム・スニ　- コン・イェジ
キングホテル支配人。低い経歴を持つサランを毛嫌いする。

## 日本での放送
- 日本では2023年6月17日～8月6日（Netflix）まで配信された。